# Thomas Schwark

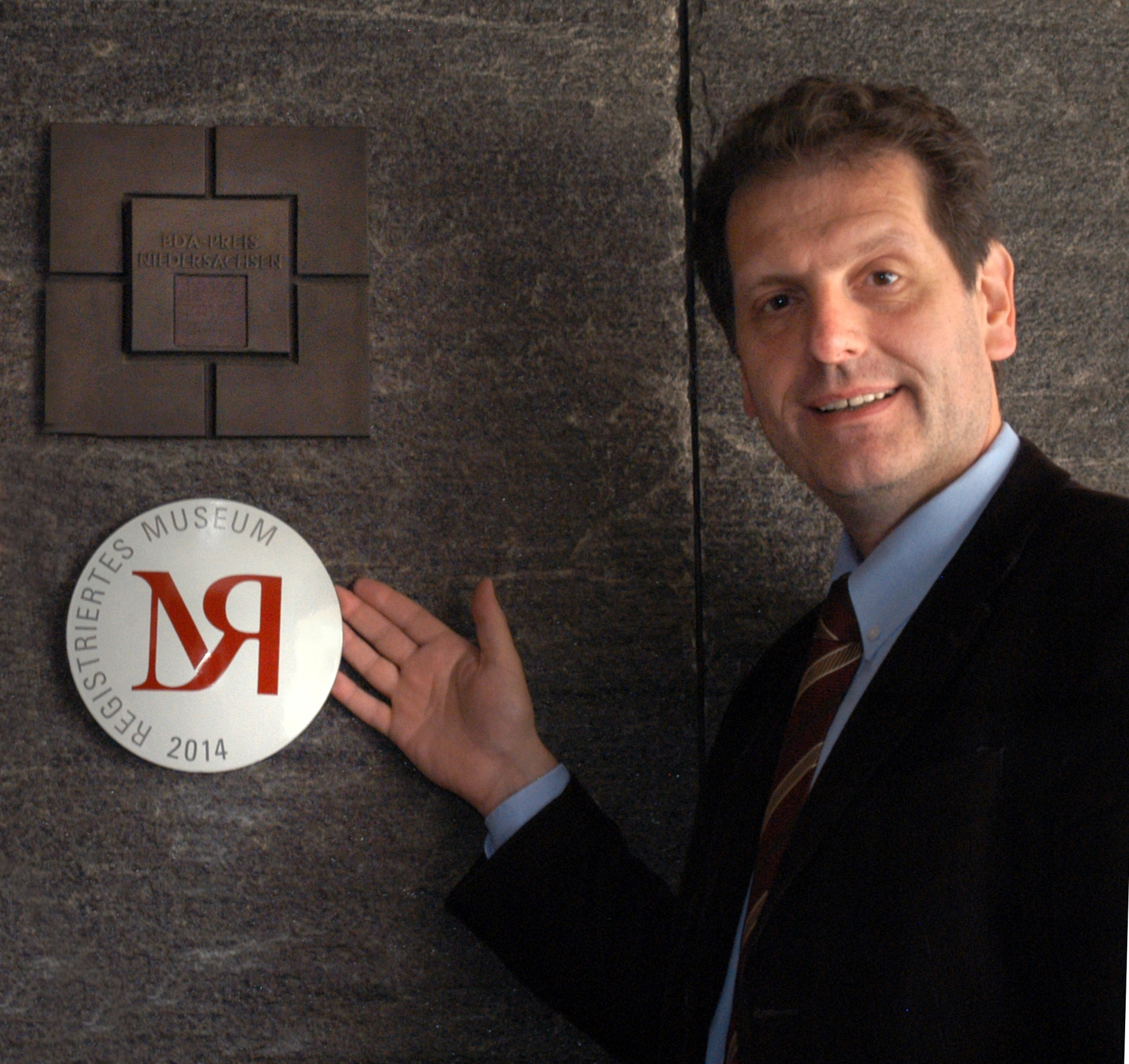
Direktor Thomas Schwark nach der Zertifizierung des Historischen Museum Hannover mit der Plakette „Registriertes Museum 2014“

Thomas Schwark (* 1956) ist ein deutscher Historiker und Hochschullehrer; 1998 bis 2023 war er Museumsdirektor in Hannover.

## Leben
Nach dem Studium der Geschichte, Germanistik und Pädagogik in Hamburg promovierte Schwark 1989 mit einer Studie zur Sozialgeschichte der Hansestadt Lübeck.
Von 1986 bis 1990 war er wissenschaftlicher Mitarbeiter im Amt für Denkmalpflege der Hansestadt Lübeck. Von 1990 bis 1994 arbeitete er im Weserrenaissance-Museum Brake/Lemgo. Von 1994 bis 1998 war Schwark Leiter des Kulturhistorischen Museums Rostock.

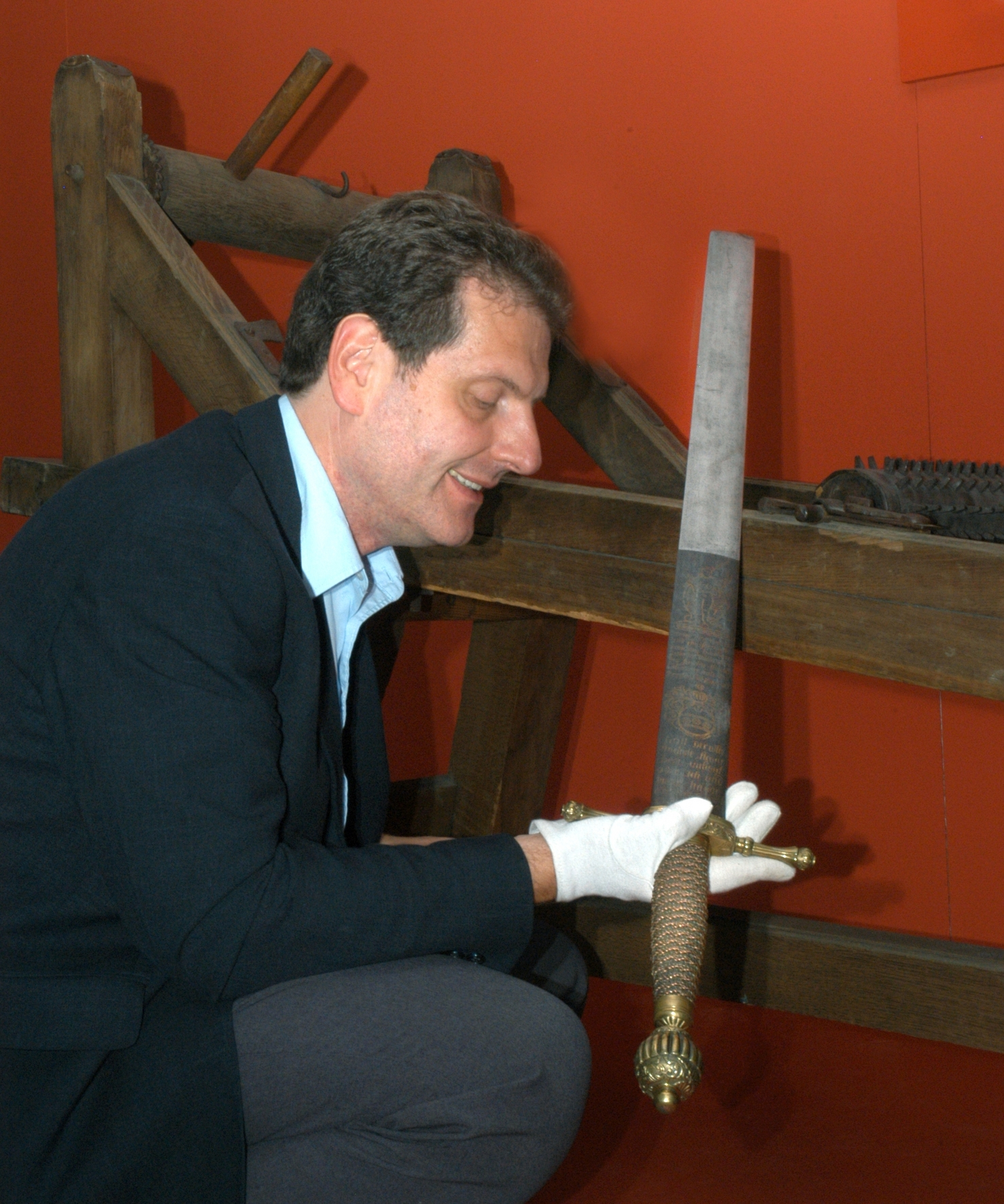
Der Museumsdirektor mit weißen Handschuhen und dem hannoverschen Richtschwert

Seit 1998 leitete Thomas Schwark das Historische Museum am Hohen Ufer in Hannover, ab 2013 auch das Museum Schloss Herrenhausen  sowie seit 2014 das Museum August Kestner.
Er ist Honorarprofessor der Leibniz Universität Hannover und Mitglied der Historischen Kommission für Niedersachsen und Bremen.

## Publikationen (Auswahl)
- Lübecks Stadtmilitär im 17. und 18. Jahrhundert – Untersuchungen zur Sozialgeschichte einer reichsstädtischen Berufsgruppe. Lübeck 1990, ISBN 3-7950-0456-X.
- Bradtke, M. Detlef (1686-1759). In: Biographisches Lexikon für Schleswig-Holstein und Lübeck. hrsg. im Auftrag der Gesellschaft für Schleswig-Holsteinische Geschichte und des Vereins für Lübeckische Geschichte und Altertumskunde, Bd. 9, Neumünster 1991, ISBN 3-529-02729-4, S. 65–68.
- Fortschritt und Tradition: Einblicke in eine bürgerliche Epoche. Einleitung zum Katalog „Renaissance der Renaissance“ – Ein bürgerlicher Kunststil im 19. Jahrhundert. München 1992, ISBN 3-422-06086-3, S. 1–6 sowie Kat.-Nr. 1–18, 35–39, 41–48, 259.
- Gustav Adolf – eine protestantisch-deutsche Legende. Zur Rezeption einer historischen Figur im Kaiserreich. In: Renaissance der Renaissance. München 1992, ISBN 3-422-06087-1, S. 21–34.
- ...darmit nachbarliche Eynichkeit mochte erhalten werden. Nachbarschaftskonflikte und gerichtliche Quellen zum Nachbarschaftsrecht der Stadt Lemgo. In: Heinz Mohnhaupt, Dieter Simon (Hrsg.): Vorträge zur Justizforschung. Geschichte und Theorie Bd. 2. Frankfurt am Main 1993, S. 131–146.
- „Allerhand unradt dorch mannigfaldt der Krüge.“ Erfassung und Reglementierung der Schankstuben im frühneuzeitlichen Lübeck. In: Zeitschrift des Vereins für Lübeckische Geschichte und Altertumskunde. 73, 1993, S. 163–183.
- Streit und Irrsahlen in Bawsachen... Quellen zur Baurechtsprechung im frühneuzeitlichen Lemgo. In: Historisches Bauwesen. Material und Technik. Marburg 1994, S. 33–46.
- 500 Jahre Garantie. Auf den Spuren alter Bautechniken. Marburg 1994.
- Dinge als Quellen des Lebens – Kulturgeschichtliche Überreste zwischen Zeugnischarakter und Attrappenfunktion. In: Historische Anthropologie. 2, 1994, ISSN 0942-8704, S. 322–330.
- Weserrenaissance – was ist das? In: Thomas Schwark (Hrsg.): Schloss Brake – das Weserrenaissance-Museum. Bremen 1995, S. 18–33.
- Plakatkunst im Geiste des Renaissance-Historismus. Ein Beispiel der Firma Hoffmann's Stärkefabriken. In: Renaissance der Renaissance. München 1995, ISBN 3-422-06149-5, S. 76–91.
- „Oase“ und Refugium. Das Rostocker Kloster zum Heiligen Kreuz als Ort für das Kulturhistorische Museum. In: Ulrich Hammer (Hrsg.): Die Rostocker Innenstadt im Wandel der Zeiten. Stadtsanierung 1990-1995. Rostock 1995, S. 21–23.
- Rostock – Zeugnisse aus 800 Jahren Stadtgeschichte. Begleitbuch zur Ausstellung „Von den Wenden bis zur Wende“ im Kulturhistorischen Museum Rostock, Kröpeliner Tor, Rostock 1995.
- Die Rostocker Bürgergarde.... In: 1000 Jahre Mecklenburg. Geschichte und Kunst einer europäischen Region. Katalog zur Landesausstellung Mecklenburg-Vorpommern, Rostock 1995, ISBN 3-356-00622-3, S. 421–422.
- „777 Jahre Rostock“ – eine Ausstellung zur Stadtgeschichte. In: Deutsches Institut für Urbanistik (Hrsg.): Informationen zur modernen Stadtgeschichte. 2, 1995, S. 13–17.
- „De Köm möt sick verhieraten...“ – Ausschankbetriebe im frühneuzeitlichen Lübeck. In: Gerhard Gerkens, Antjekathrin Graßmann (Hrsg.): Lust und Last des Trinkens in Lübeck. Beiträge zu dem Phänomen vom Mittelalter bis zum 19. Jahrhundert. Lübeck 1996, S. 79–86 sowie Stadtplankarte im Anhang.
- Primat von Lichtflut und Transparenz. Einleitung zum Katalog Alexander Dettmar – Sakrale Architektur, Würzburg 1997, S. 4–8.
- Die Rostocker Magistrale. Eine Straße – eine Ausstellung. In: Magistrale. Erinnerungen an Rostocks Lange Straße. Bremen 1997, ISBN 3-86108-712-X, S. 54–68.
- Von der Straße ins Museum. Die Erinnerungstafel zur Grundsteinlegung der „Ersten Sozialistischen Straße“ in Rostock. In: Magistrale. Erinnerungen an Rostocks Lange Straße. Bremen 1997, ISBN 3-86108-712-X, S. 24–32.
- Zwischen Nutzen und Kult. Das Fahrrad seit 1945. In: Hannover fährt Rad – Geschichte, Sport, Alltag. Braunschweig 1999, S. 108–123.
- Provinz und Metropole – Ein Thema, eine Ausstellung. In: Provinz + Metropole. Hannover 1900 bis 1999. Hannover 2000, ISBN 3-910073-19-0, S. 4–14.
- Die Metropole der Stadtplanung – Hannovers „wunderbarer“ Wiederaufbau. In: Provinz + Metropole. Hannover 1900 bis 1999. Hannover 2000, ISBN 3-910073-19-0, S. 55–68.
- Ehrgeiz, Luxus und Fortune – Hannovers Weg zu Englands Krone. Eine Ausstellung im Historischen Museums am Hohen Ufer. In: Ehrgeiz, Luxus und Fortune – Hannovers Weg zu Englands Krone. Hannover 2001, ISBN 3-910073-21-2, S. 8–21.
- Fortschritt oder Unrecht? Der Streit der Söhne um das Erbe im Fürstentum Hannover. In: Ehrgeiz, Luxus und Fortune – Hannovers Weg zu Englands Krone. Hannover 2001, ISBN 3-910073-21-2, S. 50–67.
- Goethes Lotte. Ein Roman – ein Leben – eine Ausstellung. Einleitung. In: Goethes Lotte. Ein Frauenleben um 1800. Hannover 2003, ISBN 3-422-06443-5, S. 8–11.
- „...doch seine Weine trinkt er gern“. Hannovers Gesellschaft in der Franzosenzeit. In: Goethes Lotte. Ein Frauenleben um 1800. Hannover 2003, ISBN 3-422-06443-5, S. 84–99.
- Eine Künstlerfamilie namens Koken. Einleitung In: Edmund, Gustav und Paul Koken. Von Sehnsucht und Erfolg einer Malerfamilie. Hannover 2004, ISBN 3-910073-25-5, S. 8–11.
- Als Edmund K. den König malte. Politik und Wirtschaft Hannovers zur Koken-Zeit. In: Edmund, Gustav und Paul Koken. Von Sehnsucht und Erfolg einer Malerfamilie. Hannover 2004, ISBN 3-910073-25-5, S. 12–25.
- Die Nacht. Ein Thema – eine Ausstellung. Einleitung In: Nachts – Wege in andere Welten. Hannover 2004, ISBN 3-926920-35-1, S. 5–6.
- Göttinger Sieben und Co. – Niedersachsens Geschichte wird erfahrbar. In: Freunde des Historischen Museums e. V. (Hrsg.): Mit Geschichte in die Zukunft, Festschrift zum 25jährigen Bestehen. Hannover 2005, S. 13–24.
- Die Errichtung der Neunten Kur. In: Hans Ottomeyer, Jutta Götzmann, Ansgar Reiß (Hrsg.): Heiliges Römisches Reich Deutscher Nation 962 bis 1806, Altes Reich und neue Staaten 1495-1806. Dresden 2006, S. 292–294.
- Hannover und Großbritannien im 18. und 19. Jahrhundert. In: Landesgeschichte im Landtag. hrsg. vom Präsidenten des Niedersächsischen Landtages. Hannover 2007, S. 310–316.
- Johann Duve (1611-1679) – Aufstieg des ersten hannoverschen Großunternehmers. In: Landesgeschichte im Landtag. hrsg. vom Präsidenten des Niedersächsischen Landtages. Hannover 2007, S. 646–650.
- Sieben gegen den König. Eine Ausstellung in Hannover und Göttingen. In: Sieben gegen den König. Texte und Materialien zum hannoverschen Verfassungskonflikt. Hannover 2007, ISBN 978-3-910073-30-2, S. 5–6.
- Ideen sichtbar machen. In: Pelikan – Ein Unternehmen schreibt Geschichte. Hannover 2008, ISBN 978-3-910073-31-9, S. 4–5.
- In guter Nachbarschaft. Weltunternehmen in Hannovers Stadtteil List. In: Pelikan – Ein Unternehmen schreibt Geschichte. Hannover 2008, ISBN 978-3-910073-31-9, S. 23–26.
- „Aufbaugemeinschaft Hannover“, „Bahlsen-Museum“, „Blumenkorso“, „Deutscher Evangelischer Kirchentag“, „Flohmarkt Hannover“, „Handels- und Industriemuseum“. In: Klaus Mlynek, Waldemar R. Röhrbein (Hrsg.): Stadtlexikon Hannover. Hannover 2009, ISBN 978-3-89993-662-9, S. 37, 45, 70, 129, 182, 251 f., passim.
- Mythos Hindenburg. Bildinszenierungen eines Reichspräsidenten. In: Meinungs-Bilder. Politische Plakate 1900-2000. Begleitbuch zur gleichnamigen Ausstellung im Historischen Museum, Hannover 2010, ISBN 978-3-910073-38-8, S. 28–35.
- Besondere Bilder. Fotos als Quellen und Akteure der Geschichtskultur. In: Deutungen, Bedeutungen. Beiträge zu Hannovers Stadt- und Landesgeschichte. Hannover 2010, ISBN 978-3-910073-39-5, S. 312–337.
- „ ... daß die Engländer uns im Stich lassen“ – F. K. Hardenberg und der erste „Weltkrieg“ der Geschichte. In: Wilcken von Bothmer, Marcus Köhler (Hrsg.): Im Auftrag der Krone. Friedrich Karl von Hardenberg und das Leben in Hannover um 1750. Rostock 2011, ISBN 978-3-356-01377-1, S. 42–49.
- Man sieht nur, was man weiß. Strategien der Vermittlung von Grenzbildern in Geschichtsmuseen. In: Thomas Schwark, Detlef Schmiechen-Ackermann, Carl-Hans Hauptmeyer (Hrsg.): Grenzziehungen, Grenzerfahrungen, Grenzüberschreitungen. Niedersachsen und die innerdeutsche Grenze 1945-1990. Darmstadt 2011, ISBN 978-3-534-24414-0, S. 23–35.